# Lina Borgo Guenna
Lina Guenna in Borgo (Novi Ligure, 1º giugno 1869 – Asti, 11 gennaio 1932) è stata una pedagogista italiana.

## Biografia

### Primi anni e formazione
Carmelina (Lina) Guenna nacque a Novi Ligure il 1º giugno 1869. I genitori, Giuseppe Guenna e Luigia Traverso, erano entrambi di famiglia benestante. Lina nacque e trascorse la sua infanzia a Novi Ligure, cittadina ospitale e vivace sia dal punto di vista culturale che economico e politico, caratterizzata da una quantità di iniziative.
L'infanzia di Lina trascorse serena e senza problemi, la sua famiglia era molto numerosa, in totale i figli di Giuseppe Guenna e Luigia Traverso sarebbero stati nove, di cui cinque morti giovanissimi. Spesso in casa Guenna si tenevano ricevimenti con illustri invitati, tra i quali giovani musicisti allievi di Giuseppe, scrittori, storici ed educatori. Questi incontri lasciarono un forte segno sulla personalità e sulla formazione di Lina, e la passione per la musica, l'accompagnerà sempre e verrà utilizzata ampiamente dall'educatrice in campo pedagogico didattico. Lina utilizzerà anche il teatro come strumento didattico ed educativo e la vedrà autrice di testi teatrali pensati e scritti per i suoi alunni. Sulla sua formazione professionale molta influenza avrà il pensiero e il metodo di Gian Francesco Capurro, ideatore, di un sistema innovativo per insegnare a leggere ed a scrivere, che associava suono e forma di ogni lettera ad un oggetto di uso comune, che graficamente le assomigliasse. 
Nel 1872, per opera del maestro Angelo Bovone, furono anche istituiti a Novi e a Tortona corsi teorici-pratici, per insegnarlo ai maestri di entrambi i sessi, con attestato finale rilasciato dall'inventore del metodo, che ne ha il brevetto.
Lina vive dunque in un ambiente culturale e familiare molto ricco e fertile che influenzò la sua curiosità intellettuale, che le permetteranno di muoversi con disinvoltura in vari campi della pedagogia, ma non solo, anche della politica, della scrittura, del teatro. In questi anni Lina inizia ad acquisire quelle competenze pedagogiche e a maturare quegli ideali socialisti che l'accompagneranno per tutta la vita. Le sue mansioni sono molto umili. Intraprese gli studi che la portarono a conseguire la patente per l'insegnamento. Nel 1861 una legge, stabiliva, che ci si poteva presentare all'esame della patente di insegnamento senza obbligatorietà di frequenza di corsi istituiti dal ministero. L'esame non era particolarmente difficile. La figura della maestra era da poco nata in Italia, venne istituzionalizzata dal Conte Gabrio Casati, ministro dell'Istruzione del nuovo Regno, che prevedeva esplicitamente un “soggetto donna”, per quanto riguardava il corso elementare e la Scuola Normale. La legge stabiliva che le donne potessero iscriversi alla Scuola Normale ed essere assunte in servizio ad una età inferiore a quella dei maschi, e che in qualunque situazione, a parità di diploma, di luogo e di classe di insegnamento, alle donne andava corrisposto uno stipendio pari ai due terzi di quello maschile. I Comuni, afflitti da una penuria di risorse, e poco disponibili ad investire sull'istruzione, attuavano un notevole risparmio assumendo nel ruolo di insegnanti giovani donne.
La scelta di Lina di studiare privatamente, da autodidatta, per ottenere la patente, le permetteva, di affrontare e approfondire questioni e temi pedagogici e didattici, che presto l'avrebbero fatta assumere funzioni più gratificanti e quasi dirigenziali nelle strutture educative. Stimolò inoltre il suo interesse per la musica, il teatro e le conversazioni dotte che formarono la sua personalità e dai quali trasse motivazione per la sua attività di scrittrice, giornalista, conferenziera. I mesi tra il 1882 e 1893, furono quelli fondamentali per la sua formazione. Tredicenne, precocemente orfana, per aiutare la famiglia in profonda crisi economica, iniziò a lavorare in un asilo; dieci anni dopo è la vicedirettrice dell'appena nato istituto Asilo Garibaldi. In questo periodo avviene anche il suo avvicinamento alle idee del mondo socialista. La situazione economica vissuta la rende poco accetta nell'ambiente piccolo borghese di Novi. Lina si identifica quindi sempre di più nelle idee di quelle famiglie operaie che avevano dato vita a quell'asilo in cui lavorava. Inizia a frequentare intellettuali e gli ambienti massoni e anarchici. La condivisione delle idee massoniche sicuramente ha influenzato l'Idea di scuola di Lina ispirata ad un credo laico. Dopo la morte del padre Giuseppe, musicista, terminò col massimo dei voti gli studi alla scuola superiore magistrale di Alessandria. 

### Maturità
A 21 anni, nel 1890, fu tra i fondatori dell'Asilo Comunale di Novi, oggi Asilo Giuseppe Garibaldi. Divenuta anche giornalista, nel 1896 fu caporedattrice del periodico socialista alessandrino “Il Fuoco”, diretto da Enrico Borgo, che sposò tre anni dopo e dal quale ebbe sei figli.  
Nel 1897 fu nominata direttrice del Convitto Normale di Alessandria e due anni dopo membro permanente della Commissione Provinciale di Alessandria per l'Educazione Elementare. Nel 1906, a 37 anni, divenne direttrice onoraria dell'asilo Giuseppe Garibaldi da lei fondato sedici anni prima. Dopo la morte del marito Enrico, il 14 novembre 1910, nel 1911 si trasferì ad Asti dove accettò l'offerta degli operai della vetreria e della Way Assauto di dirigere e potenziare un modesto asilo d'infanzia dedicato al socialista spagnolo Francesco Ferrer, oggi Scuola Materna Statale Lina Borgo. 
Nel 1912 diede vita al primo orfanotrofio laico, potendo contare su contributi conferiti saltuariamente da facoltosi personaggi della città. Impegnata in politica e fervente socialista, Lina Guenna Borgo seguì un metodo pedagogico che, rivolto a bambini in età prescolare, presentava aspetti di responsabilizzazione sociale e seguiva concetti ispirati al culto della libertà cosciente, della tolleranza e del ripudio della violenza. Si nota, nel periodo, lo spettacolo teatrale allestito ad Asti nel 1913 ed intitolato “Ramo d'Ulivo”, interpretato dagli stessi bambini dell'asilo, inneggiante all'Unione europea. 
I locali dell'Asilo in cui lavorava Lina erano malsani ed in pessime condizioni; il giornale locale La Società ne denunciò lo stato di degrado. 
Nel 1882 era stato fondato un comitato cittadino che ricercava fondi per le opere caritatevoli attraverso iniziative varie: spettacoli teatrali, veglioni, lotterie, raccolte fondi. Queste permisero l'aumento di stipendio di quelle insegnanti che erano dedite a opere pie efficaci dal punto di vista pedagogico ed educativo. Nel 1890 si individuò la zona di nuova ubicazione dell'asilo in proprietà comunale. Nel 1893, festa dello Statuto, ebbe la solenne inaugurazione dell'Asilo Garibaldi. A rispondere a tutte le autorità, sarà proprio Lina Guerra, ventiquattrenne, che in qualità di vicedirettrice pronunciò un discorso che fu molto apprezzato.
Lina si fidanzò con Enrico Borgo, e si sposarono nel 1896.
Enrico Svolgeva attività di capo contabile presso l'ospedale civile e si dedicò anche al giornalismo. L'incontro con Lina, donna determinata e sicura di sé, rappresentò per Enrico un momento di grande cambiamento. Lei è una donna forte mentre Enrico è più sensibile forse anche più semplice e ingenuo, hanno 5 anni di differenza.
Lina collabora con il marito nell'attività giornalistica usando lo pseudonimo di Fiamma. I suoi articoli si occupano dell'emancipazione femminile, insistendo sull'importanza di un'istruzione per le donne. La donna dovrebbe avere sempre un'istruzione simile all'uomo. 
Lina Guenna, ebbe occasione di fare un incontro importante per la sua formazione pedagogica con Carlo Zanzi, a cui erano stati affidati dei corsi dell'Università. Lina all'Università Popolare tenne lezioni e conferenze.
L'amministrazione comunale di Alessandria aveva introdotto fin dal 1900 nell'orfanotrofio, testi di preghiere laiche, e nel 1905 ci fu l'attuazione della laicizzazione delle Opere Pie, di cui Enrico Borgo era capo contabile.
La direttrice del servizio fu Lina Borgo Guenna, che svolse questo incarico con grande impegno e serietà e dimostrò ottime doti organizzative.
Nel 1910 il marito Enrico muore a causa di una polmonite. La sua morte portò un declino economico della famiglia, quindi Lina decise di accettare la direzione di un asilo nido d'infanzia voluto dai vetrai d'Asti. 
Nel 1911 si trasferisce ad Asti ed inizia qui una nuova fase della vita, caratterizzata dalla sua opera di educatrice.

### Una nuova esperienza di vita
Dopo la morte del marito Lina, dovette affrontare problemi familiari causati dalla mancanza di denaro. Per mantenere la famiglia cercò un lavoro più redditizio e fu proprio la sua esperienza nel campo educativo e l'aiuto di alcuni amici socialisti che le permisero di avere l'incarico di direttrice dell'Asilo laico, appena aperto, dai maestri vetrai ad Asti. L'Asilo fu intitolato a Francisco Ferrer, pedagogista anarchico ucciso in Spagna nel 1909, divenuto simbolo di una nuova educazione libera e anticlericale. La possibilità di creare, ex novo, una struttura educativa fu decisiva per Lina, nonostante le difficoltà economiche e di trasferimento della sua numerosa famiglia ad Asti. Nei primi mesi del 1911, dopo la nascita della sua ultimogenita Enrica, Lina con i sei figli e la suocera si trasferì ad Asti, allora Circondario della provincia di Alessandria, in un modesto appartamento in via Felice Cavallotti, non lontano da quello che diverrà il suo luogo di lavoro. Anche suo figlio Valentino primogenito, rinunciò alla scuola e cercò un impiego. Nonostante la poca vivacità culturale di Asti, l'educatrice riuscì ad instaurare un ottimo rapporto con le maestranze imprenditoriali, ricevendo sostegno e fondi. Che con le famiglie operaie che affidavano i loro bimbi, d'altra parte vetreria e Way Assauto erano le fabbriche più grandi e produttive della zona.
Lina creò una struttura educativa modello, completamente diversa dalle esistenti, in fatto di innovazione, ispirata ad ideali umanitari e laici, utilizzando a fini educativi musica e teatro. Sostenne il diritto all'educazione dei figli delle famiglie operaie quale strumento essenziale per il miglioramento della società. Partì dal presupposto che l'asilo non andava considerato come un luogo di ricovero, ma come uno spazio educativo autonomo, avente come scopo il miglioramento della vita dei bambini delle loro famiglie e della comunità, riuscì a stabilire uno stretto legame tra l'attività dell'asilo e il tessuto sociale del quartiere operaio. Riuscì ad impostare con autorevolezza e fermezza la linea pedagogica e la gestione del personale, dimostrò amorevoli cure verso i bambini, nonché raffinate capacità diplomatiche nei rapporti con le istituzioni, così da far diventare in breve tempo, l'asilo una struttura educativa di avanguardia. Anche il suo aspetto fisico era severo, l'abbigliamento austero era aggraziato da camicette bianche con piccoli ricami. Aveva un viso regolare, lo sguardo intenso e profondo, era incorniciato da capelli scuri raccolti in una crocchia. Sorrideva in modo appena accennato, mostrava comunque la sua dolcezza, spesso messa a dura prova dalle responsabilità del lavoro. Avviò al lavoro anche le due figlie nel campo dell'assistenza. 
Ad Asti l'asilo rappresentò una assoluta novità. I vetrai, provenienti dalla Toscana, non avviarono solo lo stabilimento per la produzione di vetro, ma quasi una città nella città, con la scuola, il circolo, il pronto soccorso, le case operaie. Nel 1913, l'apertura della Way Assauto, fabbrica metallurgica, portò i borghesi a considerare il nuovo quartiere industriale una specie di “Cittadella Rossa”.
Il processo di industrializzazione, che utilizzava anche le donne in fabbrica, poneva nuovi problemi alle famiglie e all'organizzazione della vita all'interno di esse.
Nel 1909 ad Asti esistevano tre asili, tutti religiosi, e i maestri vetrai non vollero mandare in essi i loro figli; esigevano una struttura laica, nella quale i bambini non venissero educati secondo una visione gesuitica. Grazie alle sovvenzioni dei lavoratori, che parteciparono spontaneamente ad una colletta, raccogliendo la somma di 200 lire, fu possibile aprire l'asilo all'inizio del 1911, in una casa di via Lamarmora. In onore di Ferrer, martire anarchico fu apposta una lapide celebrativa con la scritta: "Al Fondatore della scuola moderna irradiante gli splendori del pensiero contro le tenebre del dogma per volontà del popolo 14 ottobre 1909”.
La casa di ubicazione della scuola era piccola, aveva però il vantaggio di essere vicino alle fabbriche e di avere uno spazio aperto, erano soltanto 3 stanze. Le domande di iscrizione furono 250 ma, fu possibile accettarne solamente 40, solo nel secondo anno i frequentanti raddoppiarono, tanto che il Consiglio di amministrazione ipotizzò di aprire altri asili nel quartiere operaio.
Lo statuto della società asili infantili “Francisco Ferrer” indicò con chiarezza gli intenti pedagogici fondamentali: offrire all'infanzia una scuola laica e soprattutto “retta secondo le migliori teorie della didattica e dell'igiene”. I principi laici avevano lo scopo di “sottrarre a qualsiasi insegnamento religioso le tenere menti dei bambini”e sottolineava che si voleva “dare vita ad una prima scuola che, secondo lo sviluppo dell'infanzia, si proponeva il rispetto assoluto di tutte le religioni e di tutte le idee”. Lina Borgo fu nominata direttrice.
Lina si tuffò nel lavoro, superando con la volontà e la fatica le carenze strutturali e finanziarie. Predispose gli strumenti didattici, utilizzando materiali poverissimi. I locali divennero insufficienti e la struttura fu trasferita in Via Felice Cavallotti, nella palazzina Negro, più grande e collocata al centro del quartiere. Nel 1915 ebbe la sede definitiva in un edificio accanto alla Vetreria.
L'educatrice assunse anche la direzione del Ricreatorio laico “Vittorio Alfieri” aiutata da giovani maestre che poi entrarono a far parte dell'organico dell'asilo. Con le ragazze mise in scena spetta coli teatrali scritti da lei, nel 1912 “Puccettino” in occasione della ricorrenza della presa di Roma.
La scuola attraversò un periodo molto critico e rischiò la chiusura, fu il Comune di Asti ad intervenire per cercare di sanare la situazione. Diventò finanziatore della scuola Giovanni Penna, ricco impresario edile e sostenitore della direttrice, con la quale stabilì una profonda collaborazione.
Il 1915 fu per l'asilo un anno molto difficile a causa delle solite ristrettezze economiche, aggravate dall'entrata in guerra dell'Italia. Per avere sovvenzioni statali, si modificò l'intitolazione dell'Asilo che venne denominato EDUCATORIO INFANTILE. Sempre in quell'anno la scuola cambiò sede stabilendosi in corso Industria, in un edificio di proprietà della Società Alleanza Cooperativa e della vetreria. 
La Borgo precisava che l'educatorio infantile riassumeva nelle parole “dovere, rispetto e progresso” tutto il suo programma educativo, sottolineando, come il periodo prescolastico fosse troppo breve e il suo obiettivo “venisse bruscamente stroncato dall'arido e freddo programma governativo della Elementare”.
Lina Borgo Guenna, trovandovi uno specchio ai suoi ideali, fu membro dell'Ordine massonico Le Droit Humain. 

## La guerra
Asti visse la guerra non direttamente, ospitò feriti e convalescenti, e l'asilo si aprì all'assistenza ai figli delle donne, che sostituirono gli uomini al fronte nelle fabbriche, agli orfani e ai figli dei richiamati al fronte. In questo periodo Lina, convinta pacifista, abbraccio ideali patriottici, influenzata anche dal fatto che i figli Valentino e Gino si erano arruolati volontari. Non modificò però il suo giudizio sulla guerra che nei suoi appunti definì “insospettata e barbara”. Data la situazione, dovette sospendere l'esperimento pedagogico organizzato su singole classi. Il servizio continuò anche nei mesi estivi, gli iscritti furono 250.
Tre anni dopo fece altrettanto con il primo dopolavoro. Nel 1925 ottenne i permessi per costruire le “Case Operaie”, in edilizia popolare. Nel 1931 l'insieme degli istituti fondati e diretti da Lina Borgo (il nido, l'educatorio infantile e l'orfanotrofio) contava oltre 1200 bambini. Morì nel 1932 per un male incurabile allo stomaco.
Durante il periodo bellico Lina Borgo organizzò molte iniziative pubbliche con l'intento di raccogliere fondi, in particolare recite al Teatro Alfieri. Scrisse lei stessa testi dedicati ad eventi di guerra e recitati dai ragazzi per ricordare i padri al fronte. Uno di questi spettacoli fu presentato agli astigiani il 23 ottobre del 1915, in un teatro gremito di gente più di 200 bambini, marciarono in ordine intorno alla bandiera Italiana, eseguendo canti patriottici, esibendosi in esercizi di ginnastica ritmica, presentando episodi salienti della storia Risorgimentale sino all'unità d'Italia.
L'educatorio oltre all'asilo, apri un doposcuola per i ragazzi delle scuole elementari con servizio di refezione per i figli dei soldati e delle famiglie bisognose, questo per sopperire alle esigenze delle madri lavoratrici e al grande numero di orfani, che rimaneva aperta anche durante i mesi estivi. Il doposcuola era frequentato ogni giorno da 154 iscritti, era garantita la sorveglianza, l'assistenza e l'istruzione, utilizzando fondi di beneficenza. L'impresa intrapresa venne definita unica nel suo genere in tutta Italia per la sua molteplicità e la qualità dei servizi offerti ad un numero così alto di bambini. Nel novembre del 1916 gli iscritti alle tre istituzioni erano in 900, calcolando anche presenze saltuarie dovute a situazioni di grave miseria. La direttrice nelle sue note scritte, segnalò che alcuni ragazzi non frequentavano la scuola per mancanza di abiti e scarpe. Si preoccupò della loro igiene personale e diede disposizione alle maestre di provvedere alla pulizia personale dei propri allievi. Lina era convinta di stare lavorando per il bene della Patria e per alleviare la miseria delle classi popolari e lavoratrici, unì quindi l'impegno educativo con quello sociale.
Il grande affollamento la costrinse a cambiare l'organizzazione dei servizi: una sezione fu riservata all'infanzia derelitta con orario dalle 6 alle 20, i figli dei combattenti furono accolti dalle 8 alle 17. La seconda sezione funzionava dalle 15 alle 20 e fu destinata al doposcuola. Dopo la merenda i ragazzi facevano i compiti e praticavano ginnastica, il disegno, il canto. Prima dell'uscita ricevevano la cena. Per l'ammissione al doposcuola erano richiesti i seguenti documenti: la pagella della classe frequentata, il foglio del sussidio governativo, il libretto di lavoro delle madri, che non potevano assistere i figli. In una terza sessione si accoglievano gli orfani di guerra, che ebbero vitto, indumenti, libri e tutto il necessario, e l'ospitalità anche di notte. Il cibo era diverso tra le diverse sezioni e variava a seconda delle sovvenzioni ricevute. A colazione venivano serviti latte e caffè e pane agli orfani di guerra e all'”infanzia derelitta”. Il pranzo consisteva di minestra, pane e frutta per gli orfani, a merenda una fetta di pane per tutti, la cena era prevista solo per gli orfani e prevedeva minestra e semplici pietanze. Lina esigeva che tutti i ragazzi potessero usufruire di un buon trattamento, perché i buoni risultati dell'istituzione consistevano soprattutto nel benessere dei ragazzi. Oltre al problema del mantenimento dei ragazzi, vi era anche la richiesta di aumento del salario delle insegnanti, sottoposte ad un super lavoro e toccò alla direttrice fare rispettare gli oneri di retribuzione stabiliti al Consiglio di amministrazione. I sussidi governativi erano infatti utilizzati per l'acquisto di materiale didattico di facile consumo e i soldi non erano mai sufficienti. Lina si impegnò dunque anche in una assidua ricerca di fondi presso aziende e benefattori, per far fronte alle richieste di iscrizioni sempre maggiori.
Nel 1917 le sorti della guerra volgevano al peggio, l'alimentare i ragazzi diventava sempre più difficile. Lina, scrisse addirittura un testo significativo "la realtà è cruda affrontiamola", affidandone la lettura agli stessi ragazzi che in tal modo espressero e compresero il tragico momento che si stava vivendo. Dopo la ritirata di Caporetto, 24 ottobre 1907, Lina Borgo accolse anche bambini profughi dal Friuli e dal Veneto. La direttrice dedicò sempre una “parola quotidiana” alle sorti della guerra, invitando a resistere e a sperare per la pace.

### L'organizzazione dell'orfanotrofio
Con il proseguire della guerra era sempre più preoccupante, la condizione sociale degli orfani. In città i bambini abbandonati erano ricoverati in Istituti religiosi, come il Buon Pastore e la Consolata e il Michelerio, opera pia di assistenza maschile. Il sindaco di Asti particolarmente attento ai bisogni dell'infanzia, aprì una raccolta fondi e un nuovo orfanotrofio fu inaugurato il 1º settembre del 1918, la sua direzione fu affidata a Lina Borgo. Orfanotrofio e doposcuola, per ragioni di economia, funzionavano in correlazione con l'Educatorio per quanto riguardava il riscaldamento, l'illuminazione, il vitto. Nel 1918, nonostante le difficoltà di gestione venne steso lo Statuto dell'Orfanotrofio, che fu intitolato a Vittorio Alfieri. Il metodo educativo applicato in esso si contrapponeva al metodo clericale, che chiudeva nelle strutture i ragazzi vietando loro ogni contatto con la realtà esterna, al contrario lo scopo del ricovero era inserire i ragazzi svantaggiati nella società. Si rifiutavano gli orientamenti dei religiosi che consideravano gli orfani poveri come “derelitti sostenuti dalla carità cittadina” e quindi inseriti in una situazione umiliante che alimentava il loro rancore verso la società. Nell'Orfanotrofio erano considerati bambini con gli stessi diritti di tutti i fanciulli. Fu previsto, proprio per salvaguardare tale principio, l'accoglienza di bambini a pagamento, offrendo a tutti uguale diritto all'educazione. L'amministrazione dell'Orfanotrofio si assunse inoltre il compito di seguire i ragazzi nell'inserimento del mondo del lavoro e nella loro vita al di fuori dell'Istituto. Gli orfani frequentavano le scuole pubbliche e secondo le proprie attitudini, venivano avviati alla professione agricola o commerciale; all'interno dell'Orfanotrofio vennero allestiti laboratori, biblioteche, palestre, campi sperimentali, laboratori professionali. Gli iscritti nelle strutture gestite da Lina avevano raggiunto la quota 1140 ed erano suddivisi in 5 sezioni: 1) l'infanzia derelitta, 2) l'Asilo infantile, 3) la fanciullezza abbandonata, 4) il doposcuola 5) gli orfani di guerra. L'orario era prolungato, fino a 14 ore giornaliere per l'infanzia derelitta. Ai bisognosi venivano forniti grembiuli, calze, scarpe, fazzoletti, qualche volta anche denaro. La dedizione di Lina al lavoro era totale, anche alla sera e alla domenica si dedicava alla gestione dell'Istituto.
Nel 1918 l'epidemia della febbre spagnola dilagò in Europa, colpendo tutto l'astigiano, provocando molti morti. Molti erano gli ammalati, all'interno dell'Orfanotrofio, Lina diede tutta se stessa assumendosi la responsabilità delle cure sanitarie, organizzative e pedagogiche. Rigorose erano le regole igieniche e ci fu l'apertura del lavatoio delle Case popolari in modo tale che venissero lavati gli abiti infetti. La febbre aveva anche colpito alcune insegnanti e due donne di servizio. L'educatrice decise di interrompere la sua opera di assistenza e un decreto prefettizio chiuse tutte le scuole dal 21 ottobre al 4 novembre.
Firmata la pace, Lina fu incoraggiata da molti riconoscimenti a continuare il suo lavoro.
Alla fine della guerra il rientro in patria non fu immediato per molti soldati, le donne dovettero continuare a sostenere i lavori pesanti in fabbrica, in attesa del ritorno alla normalità.
Verso la fine del 1918 Lina ebbe attacchi di febbre e dovette lasciare la Direzione dell'Educatorio. Sembrò che venisse meno il senso del l'istituzione, un bimbo lo espresse scrivendole: "senza di lei pare che manchi tutto".
Nonostante le difficoltà l'impegno educativo non rallentò, in pochi mesi infatti l'Educatorio infantile aveva già ripreso e l'Orfanotrofio continuava ad essere organizzato come una “famiglia di fanciullezza”.

### La scuola professionale
Penna pensò alla scuola professionale, con l'obiettivo di integrare gli orfani nelle industrie meccaniche, enologiche e orticole, ma questo fu un progetto incompiuto fino al 1922, anno in cui riuscì ad ottenere il contributo della Cassa di Risparmio di Asti, da donatori generosi e il Comune di Asti presentò il progetto.
Il 9 febbraio, l'Orfanotrofio ricevette il riconoscimento giuridico e un adeguato patrimonio. Nella futura scuola erano previste due sezioni per le diverse tipologie di specializzazioni industriali.
Potevano iscriversi nell'istituto gli allievi superiori ai dieci anni con la licenza elementare, maturità o avendo superato uno speciale esame di prova. Era previsto un diploma alla conclusione dei corsi. Per l'accesso alla scuola avevano precedenza gli orfani di guerra, ma erano ammessi anche ragazzi che pagavano la retta. Era vietata ogni diversità di trattamento fra gli alunni orfani e quelli che pagavano.
Gli alunni con sufficiente profitto, che lavoravano all'interno o fuori dall'edificio erano ricompensati con salario e l'Orfanotrofio si impegnava a controllare che non fossero sottopagati rispetto ai minimi della legge. Anche chi aveva diciotto anni aveva la supervisione dell'Istituto che si informava sul collocamento dei ragazzi nei posti di lavoro, sulla loro condotta e, a loro volta, essi mantenevano i contatti con la scuola.
Anche in quest'occasione fu chiesto a Lina Borgo di assumere la direzione della scuola professionale.
Lina predispose anche soggiorni estivi per chi non aveva parenti.
Lina si impegnò a seguire i ragazzi inseriti nel mondo del lavoro, ma era preoccupata delle influenze negative che i ragazzi potevano subire nelle aziende. Riteneva che l'influenza negativa inducesse i ragazzi a mentire e compiere gesti errati. La cosa di cui lei aveva più timore era che gli orfani pensassero di essere sfruttati dall'Orfanotrofio. Ebbe, infatti, modo di contrastare che l'istituzione stava perdendo il controllo sui ragazzi.
Lina aveva paura che gli orfani, per via dell'impegno lavorativo, non potessero più ricevere un'assistenza educativa; per evitare ciò decise di mantenere una “linea di condotta eccezionale” riguardo agli aspetti educativi, ai materiali della struttura e ai rapporti con le famiglie.
Lina Borgo per il lavoro svolto tra il 1920-1921 ricevette molti riconoscimenti.
Il premio più prezioso fu il diploma di benemerenza di seconda classe e la medaglia d'argento per l'opera a vantaggio dell'istruzione elementare. La manifestazione fu molto curata ed ebbe grande successo di pubblico.
Venne stampato un album d'onore sul lavoro svolto durante la guerra.
Il 20 dicembre del 1921 fu imposto dal governo che in tutte le aule scolastiche fossero esposti il ritratto del re e il crocifisso.

### I rapporti con le autorità fasciste
Il Governo di Mussolini diede fondamento autoritario e centralistico allo Stato sostituendo il sindaco con il podestà e questo ebbe conseguenze evidenti sull'Educatorio, che non poté tirarsi indietro dallo stabilire rapporti di collaborazione. Il podestà stimava l'opera di Lina Borgo soprattutto perché due dei suoi figli assunsero posizioni di rilievo nel partito fascista. Ad Asti la classe politica da un lato era clericale ed altro laico. Borgo difese l'impostazione pedagogica dell'Asilo e dell'Orfanotrofio, ma dovette accettare le pressioni del Consiglio di amministrazione. Nel 1927 furono rimosse le lapidi intitolate al pedagogista Ferrer e questo fu l'inizio della fascistizzazione dell'Educatorio: accanto ai crocifissi comparve il ritratto di Mussolini. La direttrice però non modificò la sua impostazione educativa. Nel 1929, Lina, intrattenne rapporti cordiali con personalità fasciste di una certa qualità intellettuale, scambiando opinioni e valutazioni sui problemi educativi. Nonostante le sollecitazioni della direttrice e dell'ispettore scolastico non modificò il suo giudizio sul metodo Montessori, ormai sostenuta dal regime e ribadì che quel metodo si basava sulla ricchezza del materiale. Borgo rivendicò l'originalità della sua esperienza e il “delicato” compito dell'Educatorio. Sintetizzò il “vitale programma” dell'istituzione in quattro punti:
•	scrupolosa cura del vitto, della pulizia, dell'igiene e del costume;
•	solidarietà con la famiglia;
•	vigilanza dello sviluppo sensoriale e morale;
•	austerità assoluta e spontaneo spirito di sacrificio del personale.
Aggiunse che ogni anno il programma fosse diverso da quello dell'anno prima, in quanto erano nuovi i bambini, i loro bisogni e le esigenze delle loro famiglie.

### La morte
Lina cominciò ad accusare disturbi alla digestione che la portarono, alla fine del 1931, ad essere ricoverata a Torino. Quando avvertì che stava morendo, scrisse ai figli e diede disposizione per i funerali: volle accanto alla sua tomba le bandiere e la presenza dei ragazzi. Morì nell'ospedale di Torino il 12 gennaio del 1932, a 62 anni.
La Stampa pubblicò la notizia della morte con il titolo “La morte di una benefica signora”; venne riconosciuta la “sensibilità e la cultura superiore” dell'opera di Lina.

### Il metodo pedagogico
Lina Guenna Borgo ha acquisito le prime competenze pedagogiche lavorando presso un asilo già all'età di 13 anni.
Lina si interessò al metodo ideato dal pedagogista tedesco Friedrich Fröbel 1782-1852 che, facendo leva sulla psicologia e sulla fisiologia, partiva dal principio che il fanciullo fosse un essere attivo stimolato al suo interno da forze che ne determinano lo sviluppo e che devono essere liberate con un adeguato metodo educativo. La Borgo lo mise in pratica già a partire dal 1893, perfezionandolo ed integrandolo con quello dell'abate franco-astigiano Camillo Gaultier (Goltieri) 1746-1818, ideatore del metodo che la Borgo ribattezza “dell'imparar giocando”. Lina Borgo mette in pratica tali principi già a partire dal 1913 quando diede vita al primo corso biennale con tirocinio per educatrici dell'infanzia.
Al valore del gioco Lina introdusse le attività musicali di scrittura, di disegno e di teatro.
Il metodo di Lina Borgo Guenna è stato influenzato anche dalla pedagogia di Pestalozzi, di Zanzi e della Montessori.
Della Montessori, nello specifico, colse gli aspetti pedagogici che portavano il bambino verso il rispetto della libertà, ma ne criticò l'impianto teorico-scientifico eccessivo. Secondo Lina Borgo il metodo montessoriano era adatto solo ai bambini privilegiati e precoci perché prevedeva l'utilizzo di materiale didattico strutturato e costoso per i suoi piccoli allievi. Prese spunto dai materiali didattici della Montessori reinventandoli e costruendo materiali poveri e riciclati sia per motivi economici ma anche per adattare gli strumenti educativi ai bambini.Lina criticava la rigidità del metodo della Montessori che si opponeva alla libertà di scelta della programmazione e la ricerca di originalità da parte delle educatrici.
Da Pestalozzi prese il metodo dell'educazione all'affettività e al sentimento e l'attenzione alla natura e all'ambiente: nei suoi asili era importante che ci fosse un cortile con alberi, fiori e verde.
Lina riteneva importante lo spazio educativo e il collocamento dei banchi dove i bambini svolgevano le attività ricreative. Per i bambini più piccoli ha inoltre utilizzato lavagnette e pallottolieri perché riteneva che era importante che i bambini imparassero l'alfabeto e la geometria attraverso la manipolazione degli oggetti. 
La direttrice alessandrina ha inserito il pianoforte nelle sue scuole dando importanza alla musica, scegliendo melodie che sviluppassero movimenti ginnastici.
Lina sosteneva che il ruolo delle educatrici era di maggiore importanza rispetto a quello della famiglia per la formazione e l'integrazione delle carenze culturali dei bambini.
Criticava la scuola italiana a causa di una mancata elevazione nazionale e al fatto che non rispondesse alla necessità di sviluppo.
Lina nell'organizzazione della scuola, nella formazione delle maestre e delle assistenti dimostra la parità tra uomo e donna e la conoscenza delle responsabilità della donna nei confronti della società, della famiglia, della scuola.
La direttrice non si sentiva inferiore rispetto agli uomini e, senza timore, dimostrava la sua professionalità e la sua umanità nei rapporti con i superiori e divenne un esempio per le altre insegnanti. 
Lina Borgo fu una persona importante e libera, impose i suoi diritti di donna con naturalezza e convinzione. 
La libertà per gli operai fu la guida del suo lavoro e il motivo dei suoi sacrifici; Lina era convinta che l'educazione fosse importante per integrare uomini e donne in modo migliore nella società.
Le finalità educative del lavoro di Lina guenna furono: l'emancipazione, la libertà, il miglioramento della società, il diritto all'istruzione e i diritti delle donne. 
Lina fu una persona esemplare per le insegnanti. Pensava che le insegnanti dovessero esercitare un'educazione materna, ma dovessero anche avere una specifica preparazione, non affidandosi al presentimento e alle sensazioni, ma basandosi sul metodo didattico. 
Il metodo educativo adottato da Lina Guenna fu una continua ricerca sul campo, una definizione precisa degli obiettivi e un'osservazione attenta dei risultati raggiunti.
Prendendo spunto dalle situazioni reali inventò le modalità del lavoro educativo. Ai bambini proponeva riflessioni sui grandi ideali e tra le femmine e i maschi non faceva differenze, tutti erano inseriti nel percorso pedagogico.
Il suo Asilo laico fu il nucleo della vita sociale della nuova zona operaia di Asti.
Lina Borgo fece un percorso educativo unico nel suo genere, un miracolo. 
Non accettò l'idea dell'Asilo come assistenza e come beneficenza dei ricchi.
Lina lavorò nell'Asilo per l'avanzamento sociale e civile dei lavoratori. Attraverso le sue doti, fece sì che l'esperienza educativa di Asti diventasse un esempio per tutti.
Nel periodo problematico del dopoguerra, Lina fece i suoi migliori miracoli, dimostrando un'ottima
capacità di lavoro ed un impegno straordinario. 
Le fondazioni accolsero in vario modo circa un migliaio di ragazzi, assicurando per ogni fascia di età e per ogni esigenza interventi educativi individualizzati, insieme vitto, igiene, attività ricreative e sociali. 
Lina fu aiutata da alcune persone importanti della città, ma fu lei il centro su cui ruotò tutto, fu lei a comunicare agli altri gli orientamenti pedagogici e i criteri organizzativi, fu lei a dare dignità educativa all'opera di assistenza e fu questo il periodo più significativo e innovativo del suo lavoro.
A differenza di altri, Lina Guenna Borgo prese le distanze dalla religione ed impostò un modo di lavorare venato di ideologia socialista e pacifista. Venne a contatto con illustri pacifisti come il Premio Nobel per la Pace Teodoro Moneta, col quale, nel 1906, ebbe modo di collaborare in occasione dell'Esposizione Internazionale di Milano, nell'ambito del padiglione allestito dal professore milanese. L'educatrice tenne in quella circostanza un discorso sulla pace e sull'auspicata Unione europea.
La visione “politica” della pedagogia di Lina Guenna Borgo genera un metodo originalissimo che mette in primo piano gli aspetti della libertà, intesa in senso cosciente e non selvaggio, della solidarietà e della cultura, concepiti come strumenti indispensabili per affrancare l’uomo dai pregiudizi. Proprio per questo l’iniziativa di Lina Borgo è fortemente appoggiata e finanziata dalle famiglie ebraiche di Asti, Torino e Milano, da sempre vicine ad una visione razionale, liberale e illuminata della vita, avulsa da dogmi di ogni genere. Il metodo di Lina Guenna Borgo si basa sulla spontaneità e sull'esperienza personale dei bambini, che sono fatti vivere in comunità, si occupano di diverse cose, cantano e imparano a conoscere. Lina Borgo si rende presto conto che occorra privilegiare un metodo pedagogico staccato il più possibile dalla Chiesa Cattolica (che in quel periodo stava condizionando la cultura nazionale anche nell’ambito della scuola e degli asili). Al modello tradizionale di scuola dell’infanzia come semplice luogo di vita, la grande educatrice di Novi inserisce esplicite connotazioni di scuola in una visione unitaria del bambino, dell'ambiente che lo circonda, delle relazioni umane che vive, nonché di una concezione pedagogica che riconosce il valore primario e fondante della cooperazione delle famiglie, insieme a quello dell’animazione partecipata della comunità locale, nel processo educativo. Ecco che, ancora una volta, balza evidente la visione “politica” del metodo educativo di Lina Borgo. A differenza di altri, la Guenna Borgo punta ad una realtà sociale dove la cultura può affrancare le categorie più deboli, le famiglie povere, operaie o contadine, dalla miseria e dallo sfruttamento. Sa, la Guenna Borgo, che il ruolo attivo della scuola, intesa in senso lato (l’educatrice era pronta ad estendere il suo metodo a tutti i gradi di scuola, fino alla media inferiore), deve tendere ad un’integrazione attiva con la famiglia, per cui la scuola dell’infanzia può, da un lato, proporsi come supporto organizzativo, laddove esigenze di lavoro ed assenza di risorse impongano questa necessità di aiuto per far vivere al bambino un’infanzia serena.
Giocare per imparare. Secondo Lina Guenna Borgo, la creazione di situazioni comunicative, utilizzando il gioco, è l'occasione per far riflettere ciascun bambino sui vincoli cui deve attenersi. Stabilisce che i bambini dell’asilo sono nel pieno sviluppo del gioco simbolico e delle capacità di drammatizzazione, e possono esprimersi con una pluralità di linguaggi (grafico-pittorici, musicali, motori) che è giusto assecondare e valorizzare. Sanno esercitare la memoria nel gioco e in attività espressive (filastrocche, semplici danze, semplici canti), soprattutto se in situazioni ricorrenti e rituali. Sulla base di queste considerazioni la Guenna Borgo appronta un metodo pedagogico che si avvale di canti (Lina Borgo era anche pianista ed ebbe a comporre piccole canzoni per “i suoi” bambini), di gare tra bambini su argomenti di studio, sul gioco mescolato all’apprendimento, per cui si attua il vecchio e sempre valido metodo di Camillo Goltieri detto dell’“imparar giocando”, dove l'importanza del gioco in tutte le sue forme ed espressioni (il gioco di finzione, di immaginazione e di identificazione) rappresenta l'ambito privilegiato in cui si sviluppa la capacità di trasformazione simbolica del bambino.
Il gusto del bello. Lina Guenna Borgo è consapevole del fatto che la dimensione estetica e la cura per il bello - sia attraverso le arti figurative, sia attraverso la musica, la danza, il teatro, la poesia, il modo di vestirsi e di comportarsi, a seconda delle risorse degli insegnanti e delle abitudini presenti nella comunità - siano una mezzo importante per avviare i bambini ad un’espressione personale creativa, in cui essi scoprano il piacere di essere motivati allo sforzo personale ed alla collaborazione di gruppo anche più faticosa e complessa.
Il teatro. Secondo Lina Guenna Borgo le attività teatrali consentono di liberare i processi di identificazione dei bambini nei personaggi rappresentati, siano essi immaginari o reali, e di acquisire le prime competenze di gestione della propria emotività. Le attività teatrali si incrociano per molti aspetti con quelle sonore e musicali, così come con quelle grafiche e pittoriche, e non è possibile, secondo la Guenna Borgo, pensare alla rappresentazione teatrale senza sceneggiatura, ambientazione scenica, costumi, trucco, rumori, ordine e misura degli eventi, competenze relazionali e motorie. Educare alla musica ed al teatro, per Lina Borgo, è attività formativa completa che permette di sviluppare numerose competenze comuni a molti altri campi di esperienza (i discorsi e le parole, la corporeità, lo spazio, il tempo, l'ordine e la misura), ma anche di favorirne alcune specifiche, in particolare quelle relative al gusto estetico.